# Vogelherdhöhle

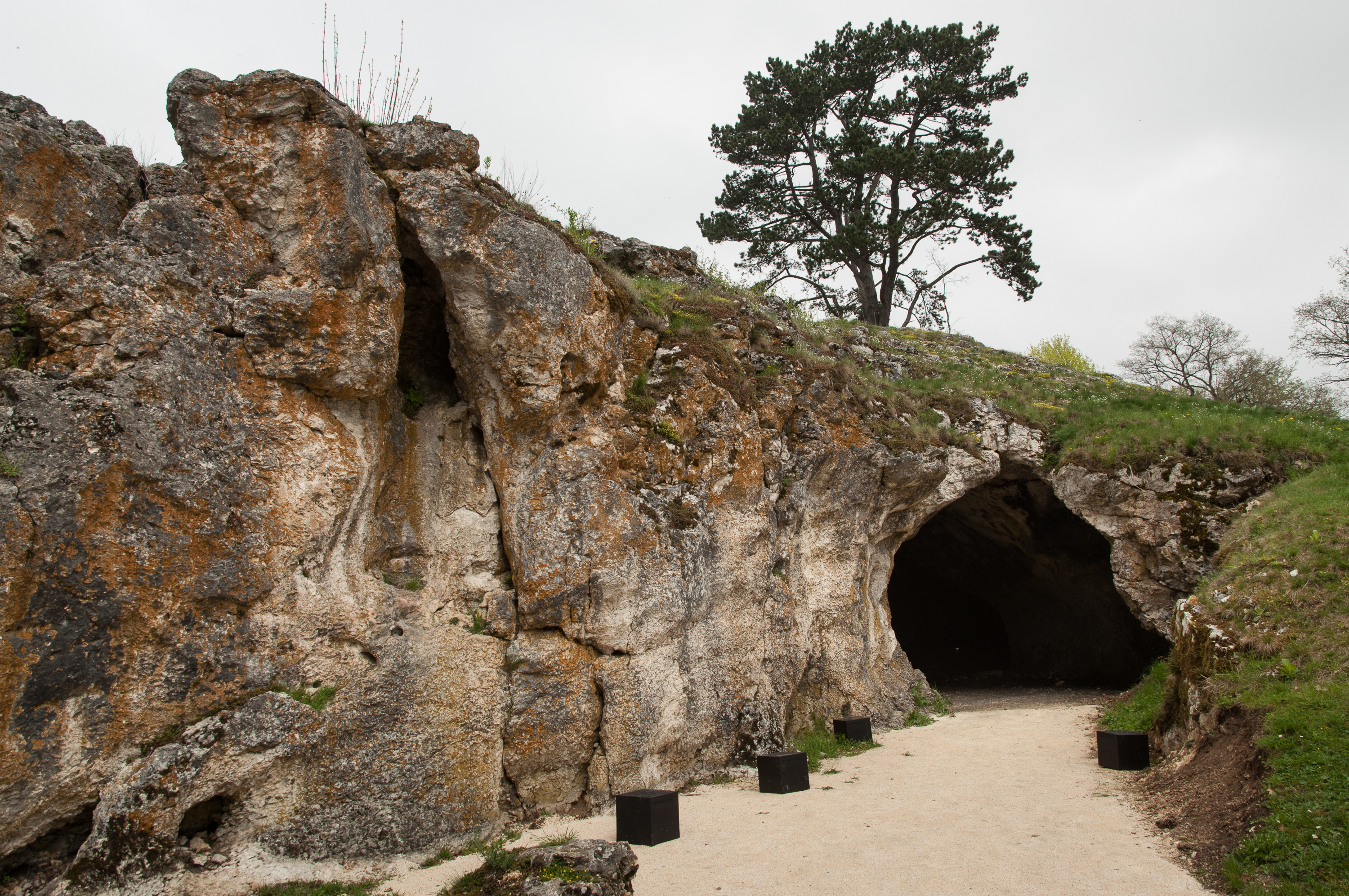
Westlicher Eingang

Die Vogelherdhöhle (kurz: der Vogelherd) bei Niederstotzingen im Lonetal ist eine Karsthöhle. Die Höhle ist ein bedeutender Fundplatz des Jungpaläolithikums. Sie liegt im Archäopark Vogelherd auf der östlichen Schwäbischen Alb, an der Landstraße 1168 zwischen Niederstotzingen und Bissingen ob Lontal. Im Jahre 2017 wurde sie als eine der sechs Höhlen der Weltkulturerbestätte Höhlen und Eiszeitkunst der Schwäbischen Alb in das UNESCO-Welterbe aufgenommen.
Berühmt wurde die Höhle im Jahre 1931 nach dem Auffinden der Vogelherd-Figuren aus dem Aurignacien, der frühesten Stufe des Jungpaläolithikums, die damit zu den ältesten Kunstwerken der Menschheit gehören. Die dort entdeckten menschlichen Überreste jedoch, die jahrzehntelang gleichfalls dem Aurignacien zugeordnet wurden, unter anderen die Schädel „Stetten 1“ und „Stetten 2“, stammen aus dem Neolithikum. Sie stehen damit nicht im Zusammenhang mit der beträchtlich älteren jungpaläolithischen Kleinkunst der Höhle.

## Topographie
Die Höhle hat drei Eingänge (Mundlöcher). Die zwei großen, 2,5 bis 3,5 m hohen Mundlöcher sind durch einen ca. 40 m langen gebogenen Durchgang miteinander verbunden und werden Große Vogelherdhöhle genannt. Die Kleine Vogelherdhöhle ist am Eingang sehr eng und ca. 40 m lang. Der Durchgang zwischen kleiner und großer Höhle ist, bis auf einen mehrere Zentimeter hohen Spalt, verschüttet. Die Fläche der Höhle beträgt etwa 170 m² und hatte ursprünglich eine Höhe von drei bis vier Metern.
Der gute Erhaltungszustand der Höhle ist auf die Deckenversinterung zurückzuführen, die mit dem Beginn des Holozäns einsetzte. Da die Höhle sehr nah unter der Oberfläche liegt, wäre sie durch das warmzeitliche Klima schon längst zerstört worden.

## Grabungsgeschichte
Am 23. Mai 1931 fand der Heidenheimer Heimatforscher Hermann Mohn im Aushub vor einem Dachsbau am Vogelherd mehrere Absplisse aus Feuerstein, was zur Entdeckung der Höhle führte. In der nur drei Monate dauernden Ausgrabung desselben Jahres durch den Tübinger Prähistoriker Gustav Riek wurde eine vorgeschichtliche Besiedlung der Höhle von der Basis der Sedimente (Eem-Warmzeit) bis in die obersten Schichten Bronzezeit nachgewiesen, die Artefakte der Bronzezeit enthalten.
Der eher sporadischen Begehung im Mittelpaläolithikum folgte eine Besiedlung im frühen Jungpaläolithikum, der archäologischen Kultur des Aurignacien. Bekannt ist die Höhle aufgrund der in den Aurignacien-Schichten gefundenen elf Figuren aus Mammut-Elfenbein, die sogenannten Vogelherd-Figuren. Die Schichten des Aurignacien enthalten Knochen- und Steingeräte. Insgesamt wurden in der Höhle 910 Werkzeuge und 1223 unretuschierte Artefakte (Abschläge und Kerne) gefunden. Anhand der Artefaktstreuung konnte festgestellt werden, dass die Plätze unter dem Südwest- und Süd-Eingang sowie die Haupthalle zur Zeit des Jungpaläolithikums am intensivsten genutzt wurden. Die häufigsten Werkzeuge aus Hornstein sind Kratzer und Stichel, Werkzeuge aus Knochen sind vor allem Speerspitzen. Ein von Gustav Riek als „Schwirrblatt“ bezeichneter Lochstab wurde zusammen mit einem doppelt durchlochten Anhänger aus Mammutelfenbein an der Einmündung des Ostganges in die Haupthalle gefunden. Beide Artefakte sind heute verschollen.

## Stratigraphie
Bei archäologischen Ausgrabungen in der Höhle wurde folgende Schichtenfolge (Stratigraphie) festgestellt:
- I – Neolithikum
- II – Magdalénien
- III – Magdalénien
- IV – Aurignacien
- V – Aurignacien
- VI – spätes Mittelpaläolithikum
- (VII – Moustérien)
- VIII – Micoquien
- IX – Höhlensohle: Eem-Warmzeit (?)

## Kulturhorizonte

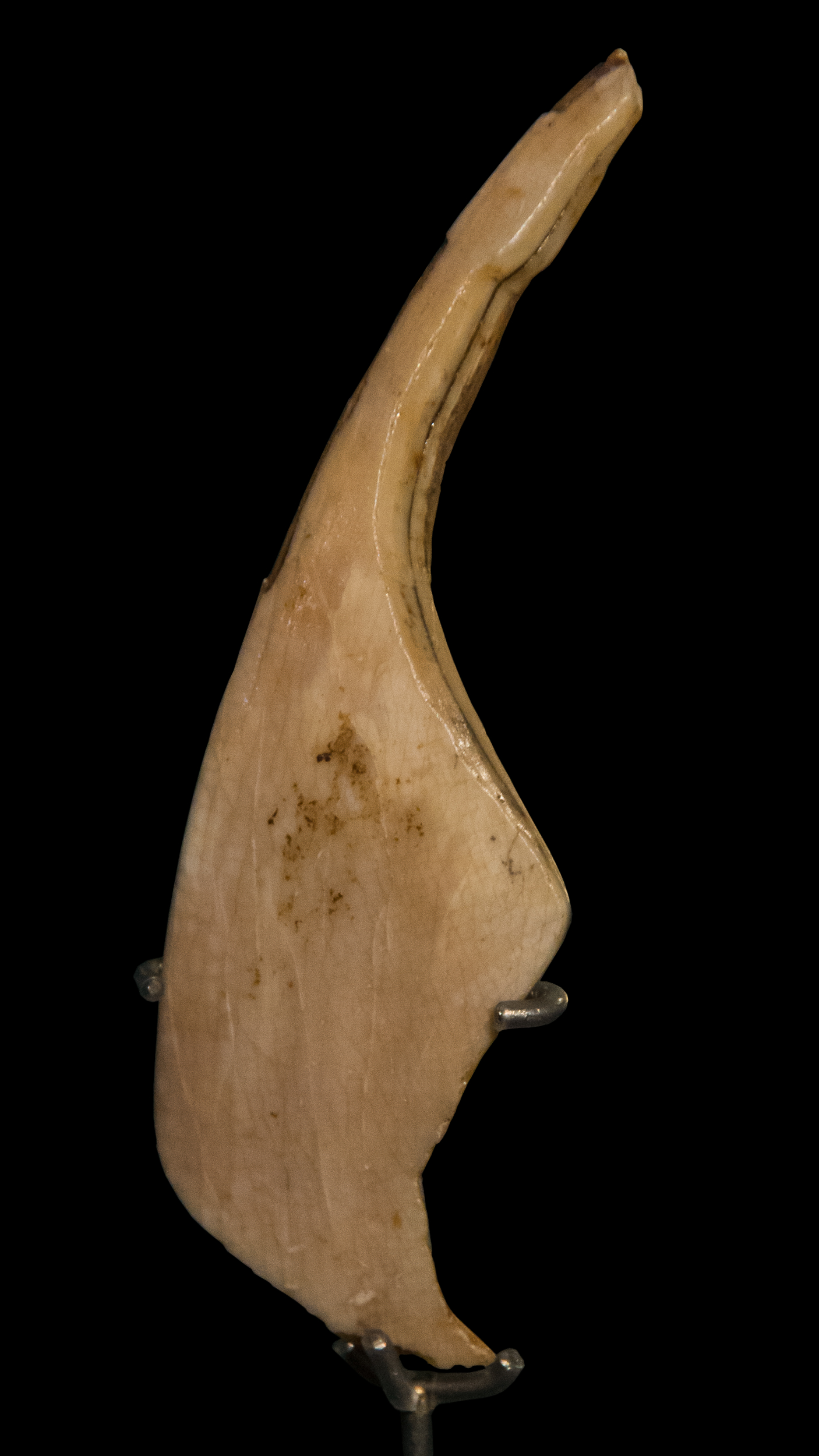
Die Venus vom Vogelherd wurde als eiszeitliche Figurine aus einem Wildschweinzahn gefertigt und wird ins Magdalenien datiert

Etwa 90 % der Werkzeuge aus Stein, Knochen, Elfenbein und Geweih wurden in den Schichten V und IV des Aurignacien gefunden.
Die am häufigsten verwendeten Gesteinssorten sind Hornstein und Jaspis, die aus der Umgebung stammen.
- Magdalénien II

Das Magdalénien der Vogelherdhöhle umfasst die Schichten II und III. In Schicht II befand sich ein reicher Fundschatz an Steinartefakten. Hierzu zählen elf Klingenmesser, zwei Klingen mit schartigen Seitenkanten, zwei Klingen mit Rindenrücken, zwei dreikantige Klingenabschläge, eine Schrägendklinge, vier Spitzklingen, eine Breiklinge, zwei Schaber und ein Nucleus mit grob herausgearbeiteter Stichelspitze. Zu den weiteren Funden gehören eine Rengeweihsprosse mit Schnittfläche und Schnitten an der Gabelung sowie eine Elfenbeinplatte mit feinen Ritzungen.
- Magdalénien III

In Schicht III wurden einige Steinartefakte entdeckt. Unter den Funden befinden sich vier Klingenmesser, drei Klingenabschläge, ein Eckstichel, ein breiter Rindenabschlag und ein gebogener Rindenabschlag. Darüber hinaus wurde ein Fragment einer Rengeweihstange vorgefunden, welches Schnittflächen aufweist.
- Aurignacien IV

Im „Oberaurignacien“, wie Riek den archäologischen Horizont IV bezeichnete, lässt sich eine flächendeckende Besiedlung in mehrere Siedlungsphasen erfassen. Neben den 1729 Steinartefakten, wie Kratzer und Stichel, wurden laut Rieks Grabungsbericht 82 organische Artefakte entdeckt.
Darunter befanden sich einige Stücke, die durch Kerbreihen verziert wurden. Zu den weiteren organischen Funden zählen die unterschiedlichen Geschossspitzen, die in diesem Horizont seltener vertreten sind. Eine von diesen weist eine gespaltene Basis auf, vier weitere besitzen eine massive Basis und drei sind nur fragmentarisch erhalten. Eines dieser Fragmente wurde mit Randkerben und X-Zeichen versehen.
- Aurignacien V

In der Aurignacienschicht V wurden zwei deutlich getrennte Feuerstellen in der Haupthalle und im Südwesteingang gefunden. Sie ist etwa 0,65–0,70 m tief und besteht aus grauem und weniger kompaktem Kalkschutt. Man fand insgesamt 910 Steinwerkzeuge, deren Verteilung vor allem in der Haupthalle und im Südwesteingang liegt. Zu den häufigsten in der Höhle gefundenen Steingeräten gehören Kratzer und Stichel. Ebenfalls wurde eine große Anzahl an Kombinationswerkzeugen gefunden.
Neben den Steinwerkzeugen, wurden in Schicht V zahlreiche Knochen- und Elfenbeinartefakte entdeckt. Zu den häufigsten Artefakten aus organischem Material gehören die Geschossspitzen.
- Moustérien VII

Zu den Steinartefakten aus der Moustérien-Schicht VII gehören ein faustkeilartig geformter, breiter Abschlag aus ockergelbem und weißem Silex, eine Spitze, die einseitig retuschiert wurde aus ockerbraunem und grauem Silex, eine Spitze mit Hohlkehle aus graugelbem Silex, insgesamt drei Bogenschaber und zwei Geradschaber. Weiterhin wurde ein Oberkieferfragment eines Wildpferdes vorgefunden. Davon haben sich fünf Schneidezähne erhalten.

## Die Vogelherd-Figuren

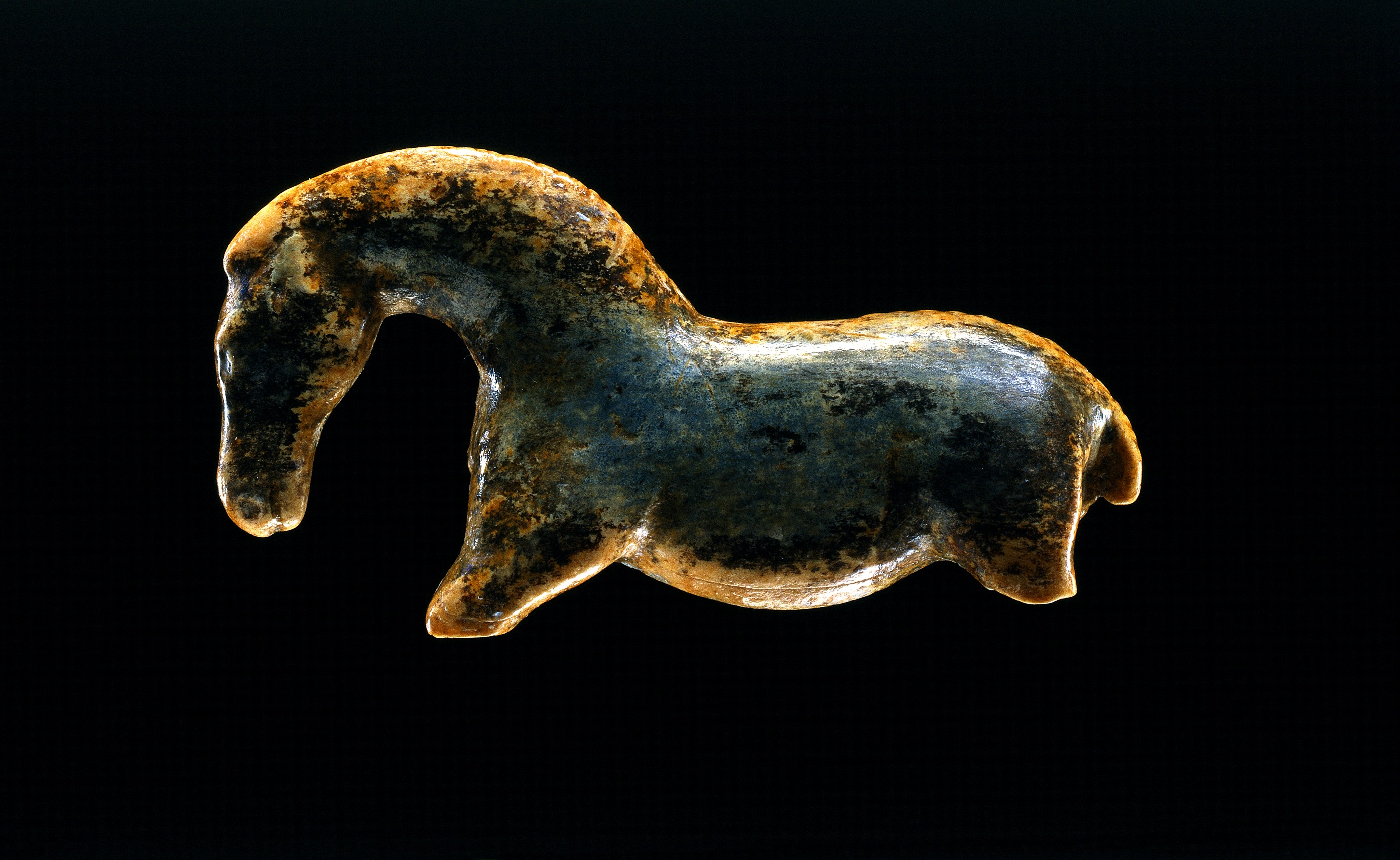
Wildpferd aus Mammutelfenbein, Sammlung der Älteren Urgeschichte, Museum der Universität Tübingen MUT

Die Elfenbeinskulpturen des Vogelherds gehören zu den berühmtesten Werken jungpaläolithischer Kleinkunst. Nach der Entdeckung von elf Figuren während der Ausgrabung von 1931 galten diese lange Zeit als die ältesten Kunstwerke der Welt.
Darunter war das ca. 32.000 Jahre alte Wildpferd (Vogelherd-Pferdchen), das entlang der Längsachse gebrochen ist und daher heute nur noch als Halbrelief vorliegt. Das Objekt ist 4,8 cm lang und stellt einen Hengst in typischer Imponierhaltung dar.

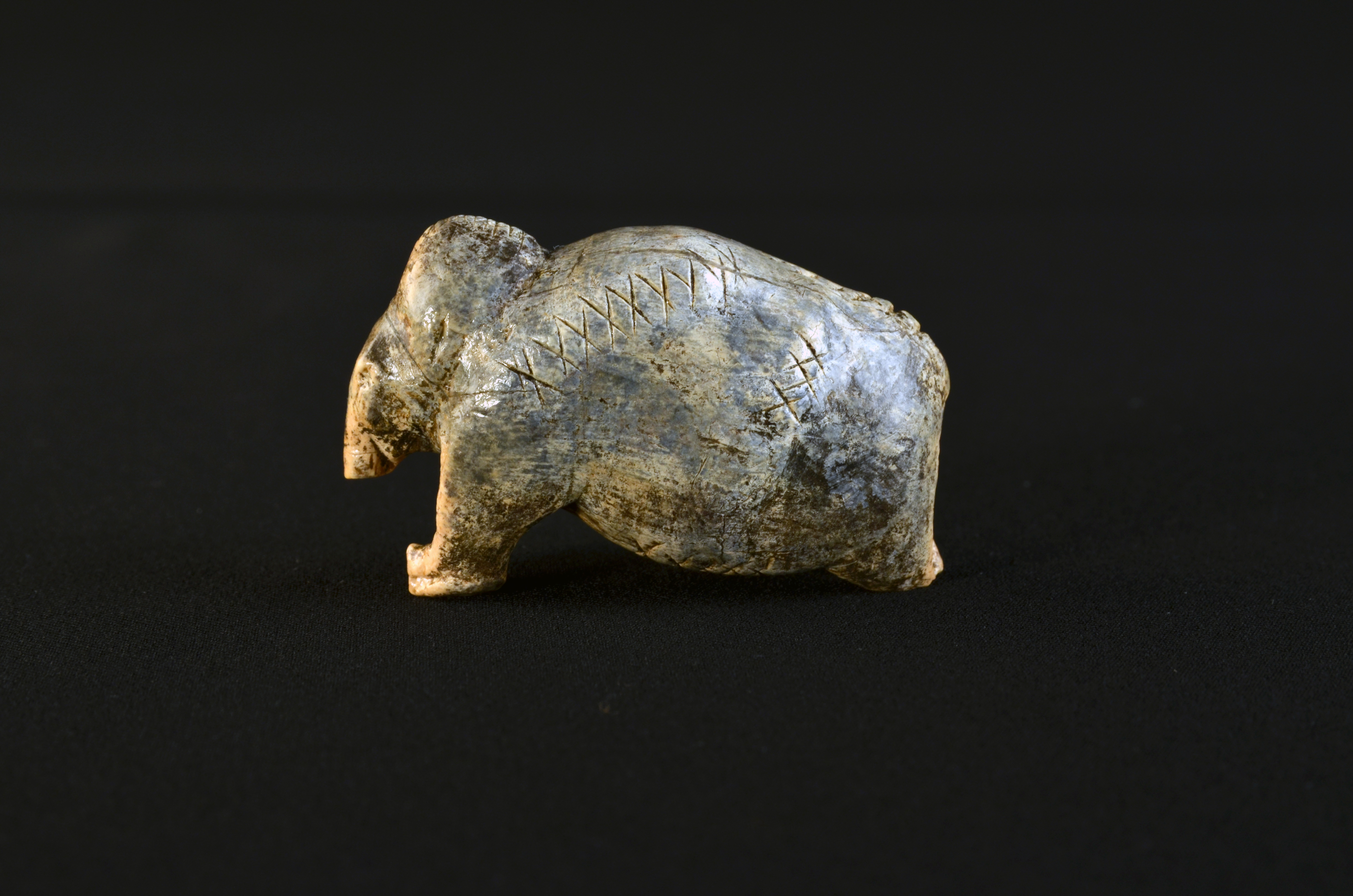
Mammut aus Mammutelfenbein, Sammlung der Älteren Urgeschichte, Museum der Universität Tübingen MUT

Das Mammut, das gefunden wurde, ist durch die Einlagerung im Sediment sekundär farbverändert. Daher reicht das Farbspektrum von verwittertem Elfenbeinweiß bis zu Schwarzblau. Die Skulptur wurde an einigen Stellen mit Markierungen versehen, wobei es sich um eingeritzte Kreuzreihen am Schädel, den Schultern, der Schwanzwurzel, den Lenden und der Bauchdecke handelt. Der Rüssel ist nicht mehr vorhanden.
Weitere Figuren stellen ein Ren, ein Bison, einen Höhlenbär sowie mehrere Großkatzen (Panther oder Höhlenlöwe) dar.
Im Jahre 2006 begann ein Projekt der Universität Tübingen (unter Leitung von Nicholas Conard), den Grabungsaushub von 1931 am Fundplatz abzutragen und systematisch durchzuschlämmen. Dabei wurden u. a. weitere Aurignacien-Kleinplastiken aus Mammutelfenbein gefunden, deren Alter aufgrund des bekannten Schichtzusammenhangs etwa 32.000 BP anzusetzen ist. Davon gilt eine 3,7 Zentimeter große und 7,5 Gramm wiegende Mammutfigur als das älteste vollständig erhaltene Kleinkunstwerk der Menschheit. Im Gegensatz zu den meisten der Figuren trägt sie verhältnismäßig wenige Verzierungen, nur die Sohlen sind mit einem feinen Kreuzmuster markiert und am Kopf gibt es sechs Einschnitte.
Heute teilen die Vogelherd-Figuren ihren Ruf als älteste figürliche Kunstwerke gemeinsam mit weiteren, etwa gleich alten Kleinplastiken aus dem Hohlenstein-Stadel, dem Geißenklösterle sowie dem Hohlen Fels im Achtal.

## Prähistorische Fauna
Die Fauna des Vogelherds lässt sich anhand der zahlreichen Faunenreste in den Schichten des Aurignacien recht genau rekonstruieren. Zur Jagdbeute der jungpaläolithischen Jäger gehörten vor allem Rentiere und Pferde. Weiterhin konnten Mammut, Wollnashorn, Rothirsch, Bison, Hase, Wolf, Fuchs, Hyäne und Höhlenbär nachgewiesen werden.
Die mittelpaläolithischen Horizonte zeigen wiederholte Besiedlungen durch den Neandertaler.
Allerdings weisen die Faunenreste nur auf eine kurzfristige Besiedlung hin. Vermutlich wurde die Höhle saisonal, vor allem in der kälteren Jahreszeit, bewohnt. Das mäßige Vorkommen der Tierknochen lässt darauf schließen, dass es sich bei den Funden um Beute- bzw. Speisereste der Höhlenbewohner handelt. Die Verwüstungen der Knochen entstanden durch Hyänen, die auf der Suche nach etwas Essbarem in die Höhle eindrangen.
In unmittelbarer Nähe der Vogelherdhöhle liegen im Lonetal weitere Höhlen mit Siedlungsspuren aus der Altsteinzeit. Hierzu gehören der etwa zwei Kilometer entfernte Hohlenstein, die Fundstelle Langmahdhalde sowie die etwa drei Kilometer entfernte Bocksteinhöhle.

## Museale Präsentation der Funde
Die Vogelherd-Figuren von 1931 wie auch ein Teil der Neufunde seit 2006 werden im Museum Alte Kulturen auf Schloss Hohentübingen ausgestellt. Sie sind der Hauptteil der Sammlung der Älteren Urgeschichte des Museums der Universität Tübingen MUT. Das von dem als Grabungshelfer tätigen Studenten Markus Schumacher gefundene Mammut und ein Höhlenlöwe befinden sich im Zentralen Fundarchiv des Archäologischen Landesmuseums Baden-Württemberg in Rastatt. Neben der Mammutfigur wurden im Jahre 2007 auch drei Bruchstücke von Flöten aus Knochen und Elfenbein gefunden. Anhand ähnlicher Funde aus dem Geißenklösterle und dem Hohlen Fels konnten diese winzigen Fragmente als Flötenbruchstücke identifiziert werden.
Andere Grabungsfunde werden heute in verschiedenen Museen Baden-Württembergs gezeigt, wie dem Württembergischen Landesmuseum Stuttgart, dem Urgeschichtlichen Museum Blaubeuren (URMU) sowie den Heimatmuseen Heidenheim an der Brenz und Stetten ob Lontal.

## Galerie der Vogelherd-Funde aus dem Aurignacien

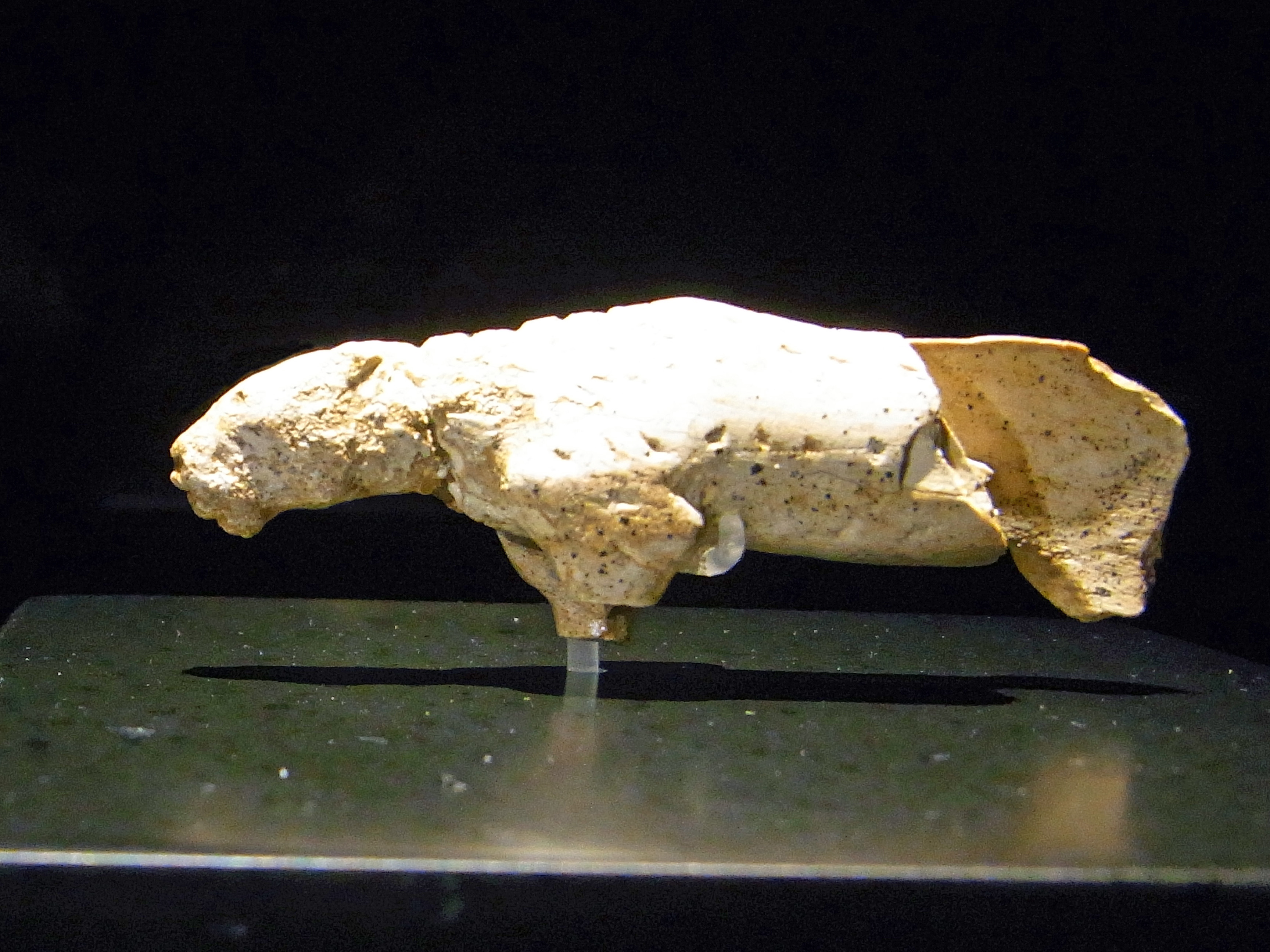
Tierfigur, die als Schneeleopard gedeutet wird und im Museum der Universität Tübingen präsentiert wird
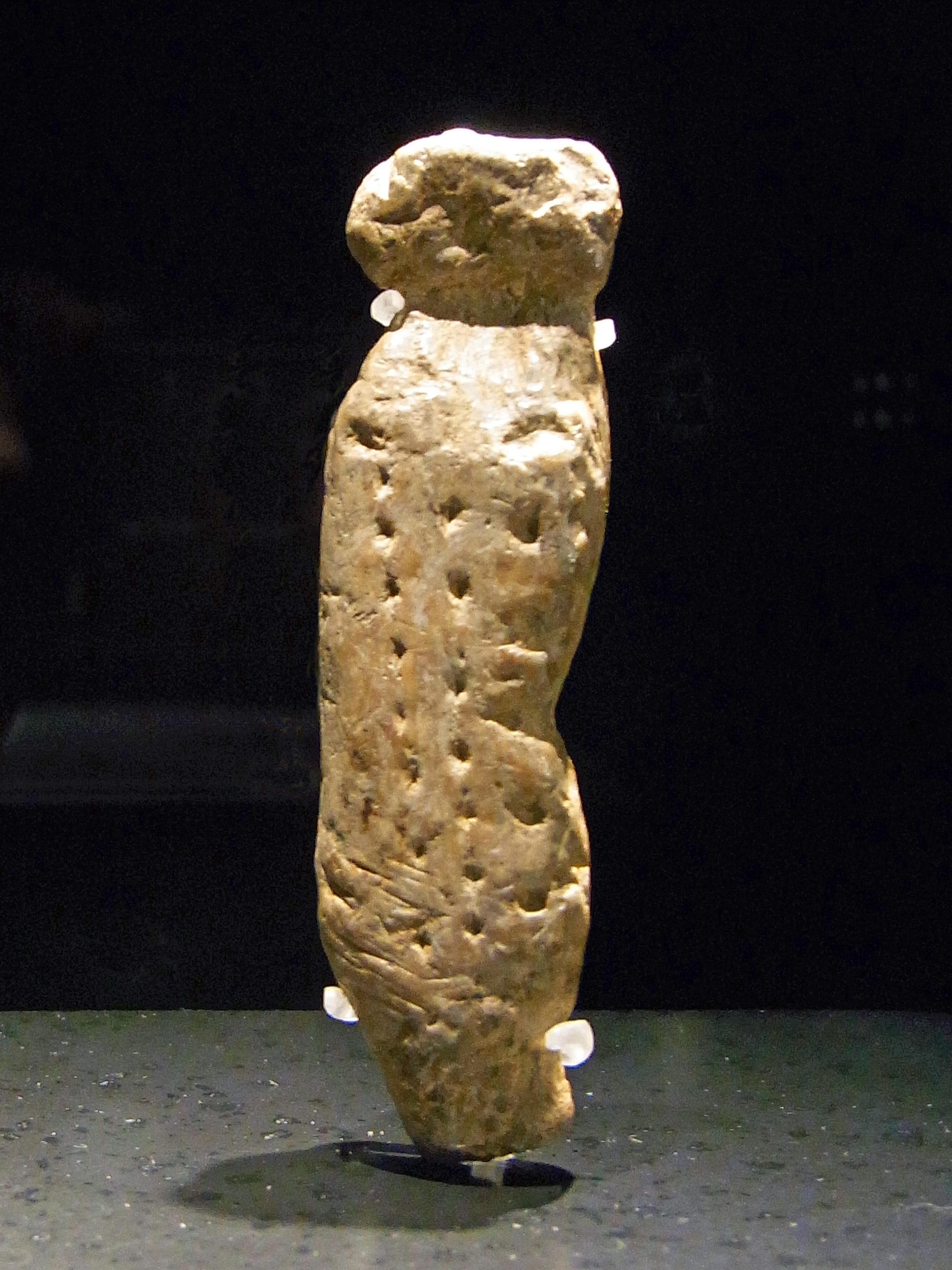
Menschenähnliche Figur aus Mammutelfenbein, 40.000 Jahre alt (aus dem Aurignacien), ausgestellt in Tübingen
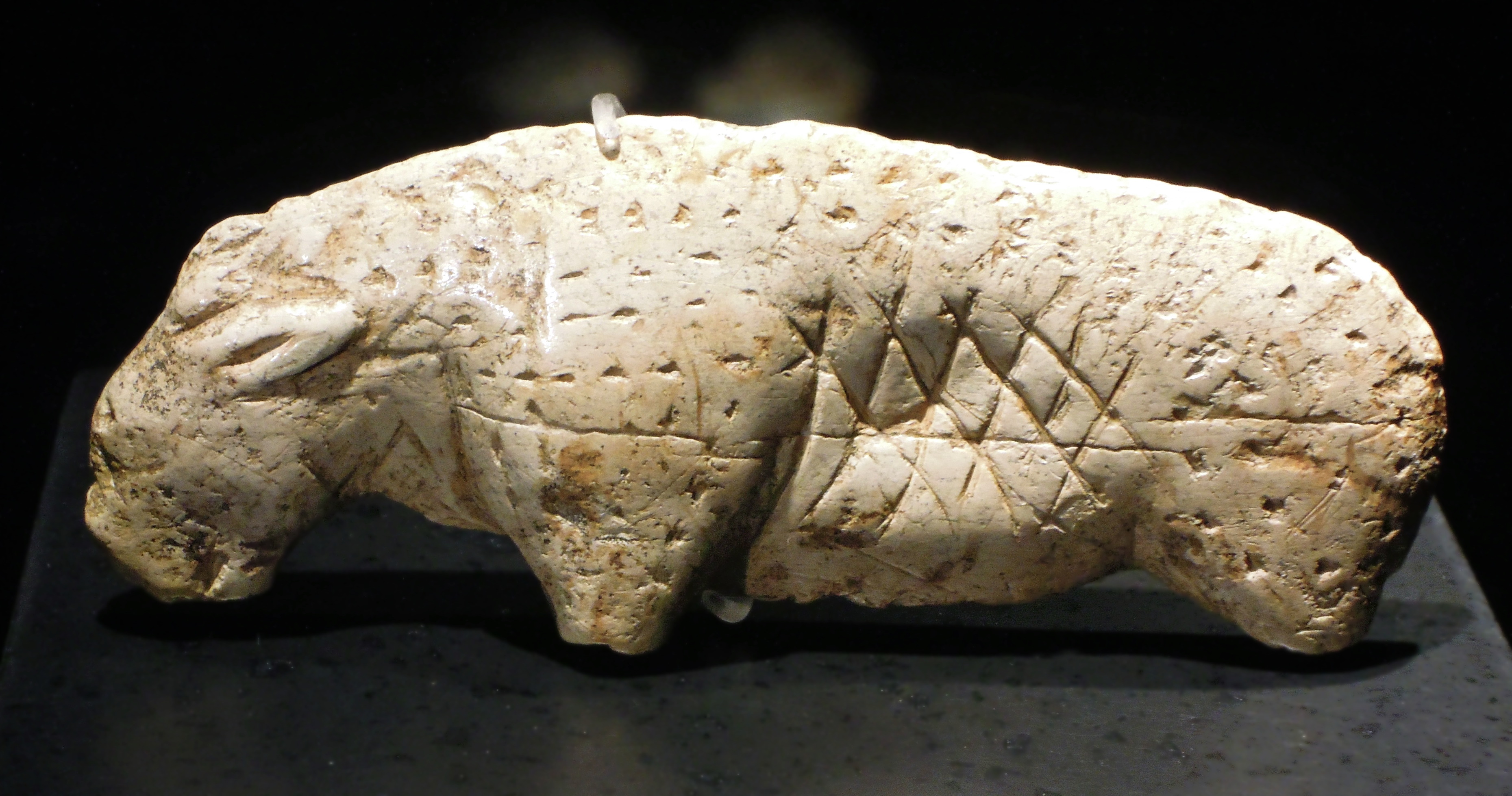
Großkatze, meist als Löwe bezeichnet, mit Punktreihen und Kerbkreuzen, knapp neun Zentimeter lang, als Halbplastik erhalten und gegenwärtig ebenfalls in Tübingen
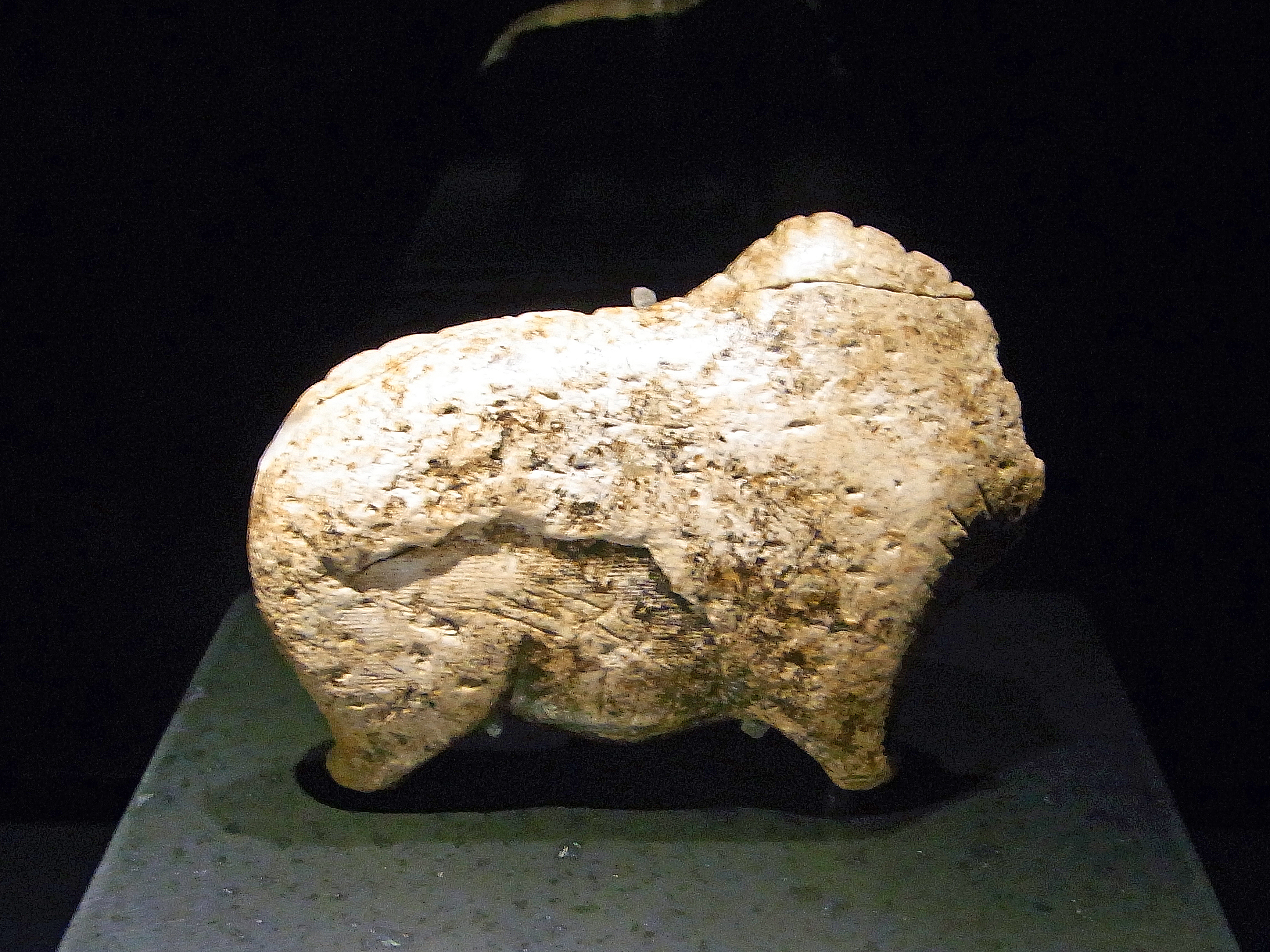
Ein Wisent, Bison oder jedenfalls ein rinderartiges Tier; der Widerrist ist gut ausgearbeitet, so dass es sich hier wohl um ein erwachsenes, männliches Tier handelt
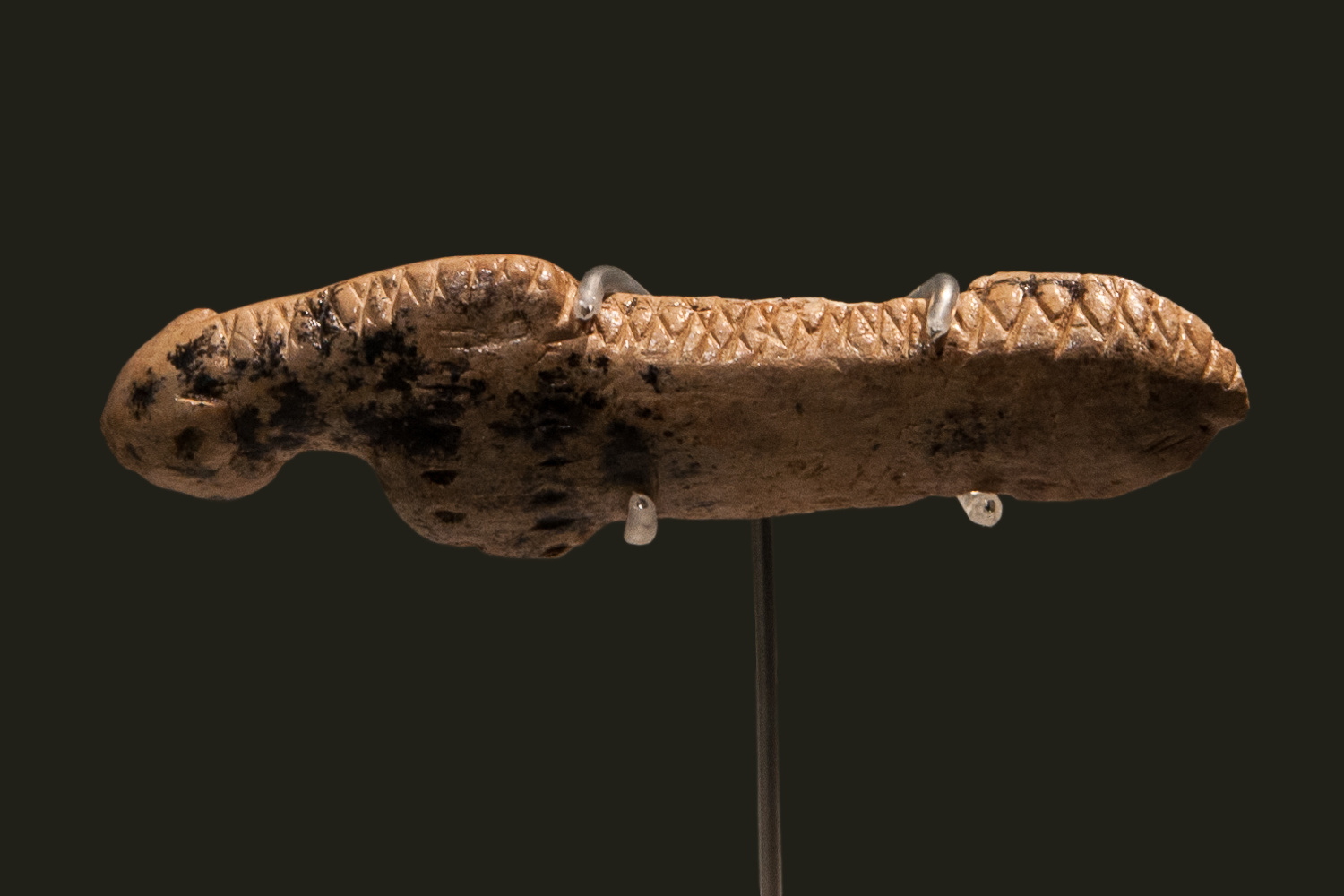
Im Abraum der großen Grabung von 1931 erst 2006 entdeckt: ein Höhlenlöwe